# PAZ-3204
Der PAZ-3204 (russisch ПАЗ-3204) ist ein Minibus aus der Produktion des russischen Herstellers Pawlowski Awtobusny Sawod, der insbesondere in Russland verkauft wird. Unter der gleichen Bezeichnung wird auch eine verlängerte Variante angeboten. Er ist der Nachfolger des weit verbreiteten und noch immer in Produktion befindlichen PAZ-3205.

## Beschreibung

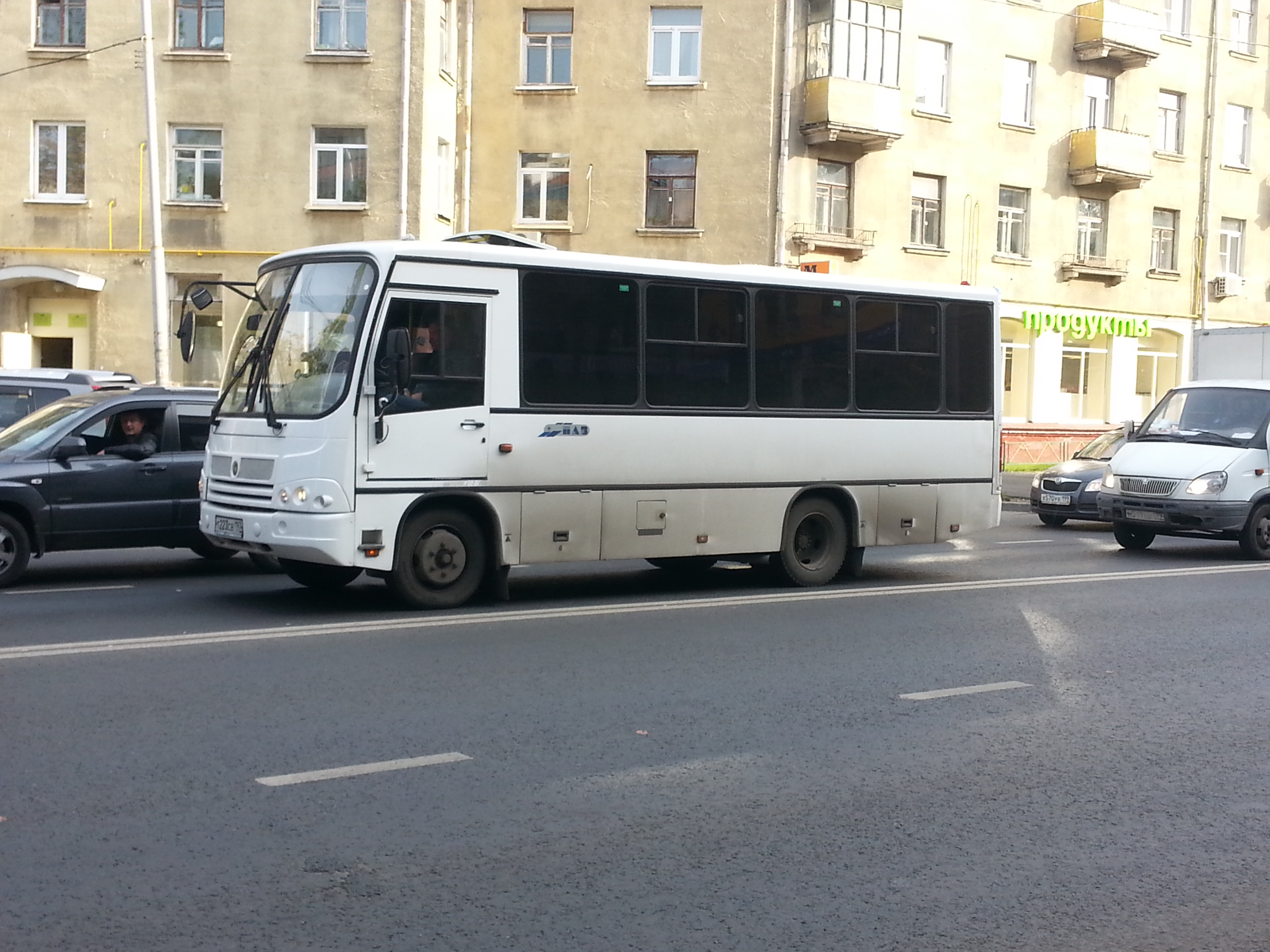
Ein PAZ-3204 in Moskau (2014)

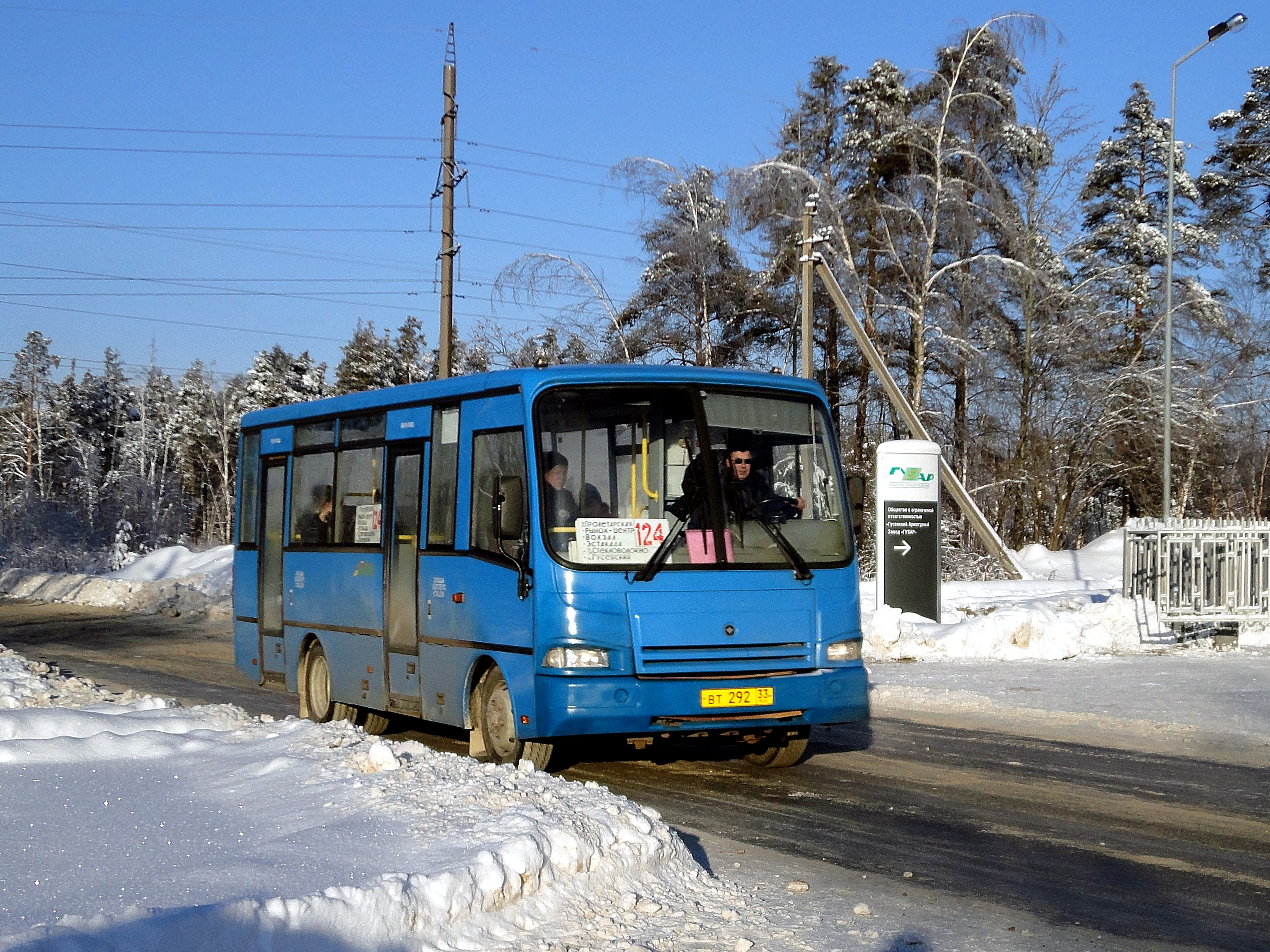
PAZ-3204 im russischen Winter (2011)

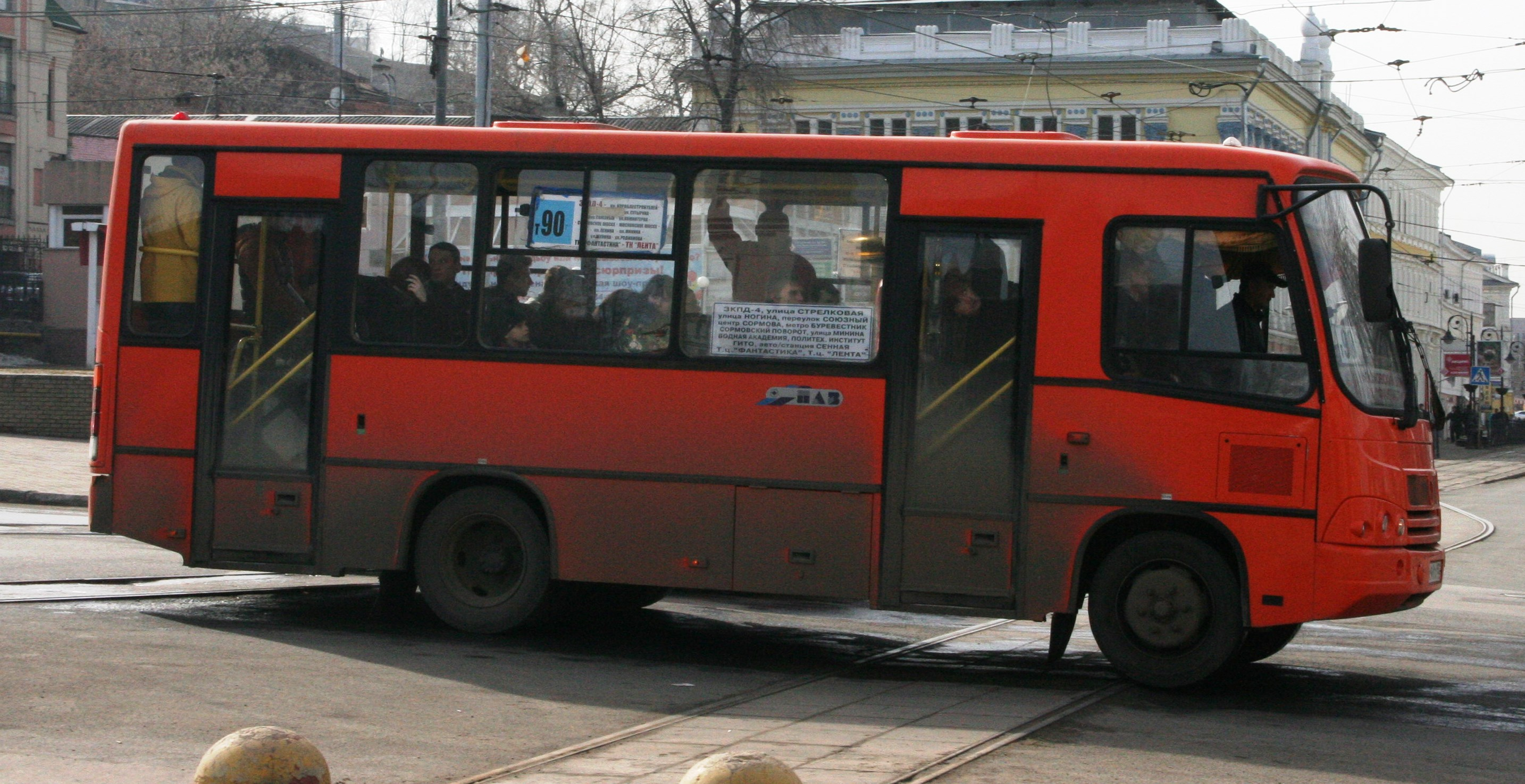
Ein PAZ-3204 in Nischni Nowgorod (2014)

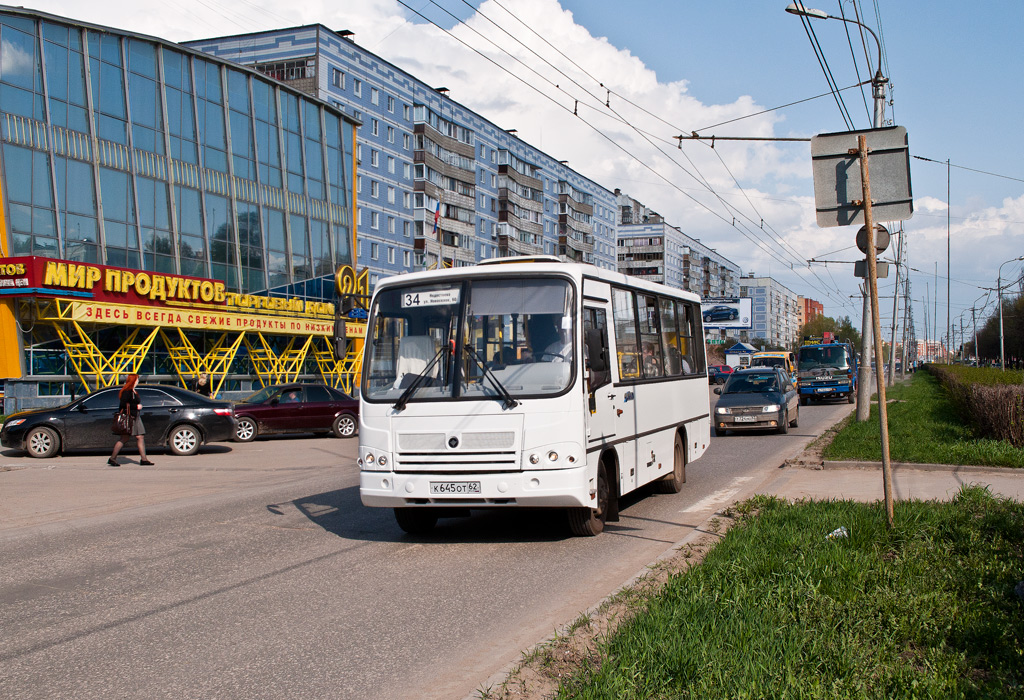
Ein PAZ-320402 mit moderner Front (2013)

Bereits im Jahr 1973 hatte es bei PAZ einen Prototyp eines Busses gegeben, der die Bezeichnung PAZ-3204 trug. Dieser hing jedoch mit den Entwicklungen rund um den PAZ-3205 zusammen und hatte nichts mit dem heutigen PAZ-3204 zu tun.
31 Jahre später, 2004, wurde mit dem PAZ-32XX ein neuer Prototyp eines Minibusses gebaut. Die Serienfertigung begann 2006 in Kleinserie, die Massenproduktion begann 2007. In den nachfolgenden Jahren gab es verschiedene kleinere Überarbeitungen am Äußeren und der verbauten Technik. Außerdem kam eine Variante mit 1,2 Meter verlängerter auf den Markt, ebenso wie ein Modell mit Erdgasantrieb.
Neben russischen Motoren aus dem Jaroslawski Motorny Sawod werden auch amerikanische Importmotoren von Cummins Engine verbaut.
Mindestens 10.341 Exemplare wurden bis Ende 2015 gebaut. Obwohl der PAZ-3204 bereits seit fast einem Jahrzehnt gebaut wird, wurde die Produktion des Vorgängers bisher nicht eingestellt.

## Modellvarianten
Die Liste erhebt keinen Anspruch auf Vollständigkeit.
- PAZ-3204 (EZ-121) – Prototyp von 1973 der lediglich die gleiche Nummer trägt, technisch jedoch zum PAZ-3205 gehört.
- PAZ-32XX – Prototyp von 2004, nur ein einziges Exemplar wurde gebaut.
- PAZ-3204 – Von 2004/2005 bis Ende 2006 wurde eine Vorserie von etwa 20 Fahrzeugen gefertigt.[4]
- PAZ-320402-03 – Fahrzeug mit Standardlänge, in Serie seit 2008 gebaut.
- PAZ-320412-03 – Serienfahrzeug mit um 1,2 Meter verlängerter Karosserie, 2008 bis 2011 in Serie gebaut.
- PAZ-320412-04 – verlängerte Variante, seit 2009 in der Serienproduktion
- PAZ-320412-05 – verlängerte Variante, seit 2011 gebaut, mit westlicher Motorisierung
- PAZ-320412-10 CNG – seit 2010 in Produktion befindliche Modellvariante mit Erdgasantrieb
- PAZ-320414-05 – Seit Ende 2013 in Produktion, mit leichten Überarbeitungen gegenüber dem Standardmodell. Das Modell erhielt den Beinamen „Vector“.

## Technische Daten
Für die Version PAZ-320402-05 mit Stand Dezember 2015.
Motoren
|                      | Cummins ISF 3.8e4168                                                 | JaMZ-5342                        |
| -------------------- | -------------------------------------------------------------------- | -------------------------------- |
| Arbeitsverfahren     | Dieselmotor                                                          | Dieselmotor                      |
| Zylinderanordnung    | R4                                                                   | R4                               |
| Hubraum              | 3,67 l                                                               | 4,43 l                           |
| Leistung             | 122 kW (166 PS)                                                      | 109,5 kW (149 PS)                |
| maximales Drehmoment | 592 Nm                                                               | 583 Nm                           |
| verbautes Getriebe   | Allison S2100 6-Gang-Automatik oder ZF S5-42 Fünfgang-Schaltgetriebe | ZF S5-42 Fünfgang-Schaltgetriebe |
| Abgasnorm            | EURO-IV                                                              | EURO-IV                          |

Für beide Motorisierungen gleichermaßen:
- Antriebsformel: 4×2
- Höchstgeschwindigkeit: 100 km/h
- Bremssystem: Zweikreis-Druckluftbremse mit ABS, Kreise entlang der Achsen aufgeteilt
- Sitzplätze: Je nach Bestuhlung 17 bis 25 (+1)
- Stehplätze: 43–53

Abmessungen und Gewichte
- Länge: 7600 mm
- Breite: 2410 mm
- Höhe: 2880 mm
- Radstand: 3800 mm
- Wendekreis: 16,2 m
- Türbreite: 650 mm
- Anzahl der Türen: 2 + separate Fahrertür
- Stehhöhe im Innenraum: 1985 mm
- Leergewicht: 5485–5580 kg
- Zulässiges Gesamtgewicht: 10.000 kg
- Achslast vorne: 3500 kg
- Achslast hinten: 6500 kg